# Кура (отвод Малки)
Кура́ — мелководная река в Ставропольском крае России. Длина 198 км, площадь бассейна — 1250 км².
Берёт начало отводом реки Малки у станицы Марьинская. Теряется в полупустынях на востоке Северного Кавказа (Ногайская степь). В Курском районе на реке сооружён ряд водохранилищ (в том числе Ростовановское, Курское).
Малый участок Куры образует административную границу с Кабардино-Балкарией.